# Мерчант, Пана
Па́на Па́ппас-Ме́рчант (греч. Πάνα Πάππας-Μέρτσαντ, англ. Pana Pappas Merchant, имя при рождении Панайо́та Папагеорги́у (греч. Παναγιώτα Παπαγεωργίου); род. 2 апреля 1943, Греция) — канадский политик-либерал, сенатор от провинции Саскачеван (2002—2017), бизнесвумен, меценат и филантроп, бывший школьный учитель. В период пребывания в Сенате являлась единственной гречанкой в верхней палате Парламента Канады. Вторая женщина, представлявшая Саскачеван. Директор Парламентской сети Всемирного банка и Международного валютного фонда, бывший член совета директоров Всемирной греческой межпарламентской ассоциации (WHIPA). Жена королевского адвоката, бизнесмена и бывшего политика Тони Мерчанта. В совершенстве владеет греческим и английским языками, в меньшей степени французским.
29 января 2014 года лидер Либеральной партии Джастин Трюдо хотя и объявил о том, что все сенаторы-либералы исключаются из либерального кокуса и будут заседать в качестве независимых парламентариев, тем не менее сами они продолжают называть свою фракцию «Либеральным кокусом Сената».

## Биография

### Ранние годы, семья и образование
Родилась 2 апреля 1943 года в Греции. Отец Паны, Иоаннис Папагеоргиу, будучи 6-летним ребёнком, вместе со своей матерью и двумя младшими сёстрами бежали на корабле из Смирны (сегодня Измир, Турция) в Афины во время учинённых младотурками этнических чисток греческого населения (см. Геноцид греков). Третья сестра во время всеобщей паники пропала и неизвестно, выжила ли она.
Получила образование в Греции и Канаде. Окончила Университет Саскачевана со степенью бакалавра гуманитарных наук и Реджайнский университет с дипломом педагога.

### Карьера
Занимается активной деятельностью в различных культурных, политических и общественных объединениях провинции Саскачеван. Участвует в жизни греческой и других общин, является бывшим председателем комиссии по сбору пожертвований Либеральной партии Саскачевана, руководителем добровольцев Художественной галереи Маккензи (Реджайна), общегосударственного сообщества добровольцев «Канадские родители за французский язык», руководителем «Центра женщин-иммигранток Реджайны», «Лиги женщин-католичек», почётным патроном хорового ансамбля «Swing Soleil» и многих других, ориентированных на потребности местного населения организаций в сферах благотворительности и здравоохранения. В 1996 году стала соучредителем и членом совета директоров правительственной организации «Канадский фонд межрасовых отношений», оставаясь в ней до избрания в Сенат Канады в 2002 году.
Тони и Пана Мерчанты являются активными защитниками прав индейцев Канады. Мерчант была принята в общину черноногих под именем «Many Offerings» на проходившей в Альберте церемонии «Военный боннет» (2008).
Вручала Медаль Золотого юбилея королевы Елизаветы II (2002), Памятную медаль столетия Саскачевана (2005), Медаль Бриллиантового юбилея королевы Елизаветы II (2012), а также в 2015 году была удостоена чести на организованном греками-иммигрантами мероприятии в Монреале (Квебек).
Тони и Пана Мерчанты на протяжении многих лет являются покровителями искусств, в частности изобразительных, и через многочисленные пожертвования поддержали коллекции различных государственных учреждений и галерей в каждой из четырёх Западных Провинций, в том числе подарили художественные произведения Национальной галерее Канады и Канадскому военному музею (Оттава), а также приняли участие в помощи Канадскому музею прав человека (Виннипег).
На протяжении многих десятилетий путешествует по миру. Побывала в более чем 100 странах, изучая их культуру, историю, а также систему управления.
В 2007 и 2008 годах выступала на Форуме по вопросам демократии, развития и свободной торговли в Дохе под патронажем эмира Катара Хамада бин Халифа Аль Тани.

#### Признание геноцида понтийских греков
В феврале 2017 года вместе с сенатором-консерватором Лео Хусакосом обратилась к коллегам признать геноцид понтийских греков, учинённый Турцией в 1916—1923 годах, а также осудить всякие попытки отрицать или искажать историческую правду до нечто меньшего, чем преступление против человечества (геноцид), и установить по всей Канаде 19 мая каждого года Днём памяти 353 000 понтийских греков, убитых или изгнанных из своих домов. Мерчант подчеркнула, что случай геноцида понтийцев подпадает под все критерии, обозначенные в Конвенции ООН о предупреждении преступления геноцида и наказании за него. Позднее сенатор Хусакос также отметил, что в результате игнорирования мировым сообществом геноцида армян и геноцида греков имел место Холокост, а пренебрежение геноцидом в Руанде стало причиной геноцида езидов со стороны «Исламского государства». 10 апреля городской совет Ошавы (Онтарио) признал геноцид понтийских греков как исторический факт, объявив 19 мая Днём памяти жертв геноцида понтийских греков. Ошава стал четвёртым городом Канады, признавшим этот геноцид. Спустя месяц благодаря усилиям заместителя мэра Монреаля, члена городского совета Мэри Дерос и мэра муниципального округа Пьерфон-Роксборо Димитриоса Джима Бейса (также греков по происхождению) геноцид понтийских греков признал городской совет Монреаля (см. также Джим Карияннис).

#### Участие в сенатских комитетах
- Постоянный комитет по сельскому хозяйству и лесоводству
- Постоянный объединённый комитет по Библиотеке Парламента
- Постоянный объединённый комитет по рассмотрению постановлений
- Постоянный комитет по социальным делам, науке и технологии[4]

31 марта 2017 года объявила о своём уходе из Сената, что произошло до официальной даты окончания её полномочий в 2018 году.

## Личная жизнь
В браке с Тони Мерчантом имеет сыновей Эватта, Джошуа и Мэттью. Все трое занимаются адвокатской практикой.